# Ориол (село)
Ориол (фр. Auriolles) насеље је и општина у југозападној Француској у региону Аквитанија, у департману Жиронда која припада префектури Лангон.
По подацима из 2011. године у општини је живело 127 становника, а густина насељености је износила 18,07 становника/km². Општина се простире на површини од 7,03 km². Налази се на средњој надморској висини од 96 метара (максималној 116 m, а минималној 41 m).

## Демографија
| 1962. | 1968. | 1975. | 1982. | 1990. | 1999. | 2011. |
| ----- | ----- | ----- | ----- | ----- | ----- | ----- |
| 171   | 179   | 122   | 110   | 112   | 117   | 127   |

График промене броја становника у току последњих година